# Josef Matouš
Josef Matouš (ur. 6 stycznia 1942 w Podiebradech, zm. 20 listopada 1999) – czeski skoczek narciarski, który występował w reprezentacji Czechosłowacji w latach 1962–1974.
Reprezentował Czechosłowację m.in. podczas konkursów skoków narciarskich na Zimowych Igrzyskach Olimpijskich 1984 w Innsbrucku oraz na mistrzostwach świata w narciarstwie klasycznym w 1966 w Oslo i w 1970 w Szczyrbskim Jeziorze.
Najbardziej udane były dla niego konkursy na Zimowych Igrzyskach Olimpijskich 1964 w Innsbrucku, na których zajął czwarte miejsce na skoczni normalnej oraz 22. miejsce na skoczni dużej.
W 1965 został pierwszym triumfatorem Pucharu Przyjaźni, a w 1970 zwyciężył Tydzień Lotów Narciarskich w Oberstdorfie.

## Osiągnięcia

### Igrzyska olimpijskie
- Indywidualnie
  - 1964 Innsbruck (AUT) – 22. miejsce (duża skocznia), 4. miejsce (normalna skocznia)[1]

### Mistrzostwa świata
- Indywidualnie
  - 1966 Oslo (NOR) – 41. miejsce (duża skocznia)[3], 12. miejsce (skocznia normalna)[4]
  - 1970 Štrbské Pleso (TCH) – 13. miejsce (duża skocznia)[5], 48. miejsce (skocznia normalna)[6]

### Turniej Czterech Skoczni
- 1962/1963 – 10. miejsce
- 1963/1964 – 53. miejsce
- 1964/1965 – 16. miejsce
- 1965/1966 – 9. miejsce
- 1969/1970 – 12. miejsce
- 1971/1972 – 49. miejsce
- 1973/1974 – 25. miejsce